# 大淀町
大淀町（日语：／ Ōyodo chō */?）是位於日本奈良縣南部的行政區劃，地處龍門山地和吉野川之間。由於大淀町為吉野郡內人口最多的行政區劃，因此有許多政府機關的地方分支機構設於此，成為郡內的主要聚落。

## 人口
雖然整個吉野郡由於位處山區，人口長期以來一直都是減少的趨勢，但由於大淀町位於吉野郡的入口處，經近畿日本鐵道的鐵路網，僅需一小時即可抵達大阪市市區，加上鄰近山林，成為大阪周邊具有自然風光的通勤城鎮，吸引了大規模的住宅區開發，過去曾是吉野郡中少數人口持續增加的地方。
| 大淀町人口分布圖 |                                               |  |
| 大淀町與日本全國年齡別人口分布比較圖 （2005年資料） | 大淀町的年齡、男女別人口分布圖 （2005年資料） |  |
| ■紫色是大淀町 ■綠色是全国 | ■藍色是男性 ■紅色是女性                       |  |
| 大淀町人口變化 \| 1970年 \| 15,930人 \| \| \| 1975年 \| 16,063人 \| \| \| 1980年 \| 16,510人 \| \| \| 1985年 \| 17,453人 \| \| \| 1990年 \| 18,633人 \| \| \| 1995年 \| 20,015人 \| \| \| 2000年 \| 20,376人 \| \| \| 2005年 \| 20,070人 \| \| \| 2010年 \| 19,176人 \| \| \| 2015年 \| 18,069人 \| \| \| 2020年 \| 16,728人 \| \| |                                               |  |
| 資料來源：日本總務省統計中心提供之人口普查數據 |                                               |  |
| 1970年 | 15,930人                                      |  |
| 1975年 | 16,063人                                      |  |
| 1980年 | 16,510人                                      |  |
| 1985年 | 17,453人                                      |  |
| 1990年 | 18,633人                                      |  |
| 1995年 | 20,015人                                      |  |
| 2000年 | 20,376人                                      |  |
| 2005年 | 20,070人                                      |  |
| 2010年 | 19,176人                                      |  |
| 2015年 | 18,069人                                      |  |
| 2020年 | 16,728人                                      |  |

## 歷史
由於位處吉野中最靠近奈良盆地的位置，成為最初的吉野範圍之一，在令制國時代屬於大和國吉野郡；江戶時代後，成為幕府直屬的天領，並在1795年起由五條代官所負責管理。
19世紀末明治維新後，曾先後隸屬奈良縣、五條縣、堺縣、大阪府，直到1887年重新恢復設立奈良縣後才再次隸屬奈良縣。
1889年日本實施町村制，設立大淀村，並在1921年升格為大淀町。
2000年代的平成大合併期間，曾經被規畫與吉野郡內東部的多的行政區劃合併，也在2004共同成立合併協議會，但最終因為財務狀況較佳的大淀町和下北山村的公民投票都未能獲得通過，合併計畫即宣告終止。

## 交通
近畿日本鐵道吉野線自轄內西部穿過大阿太高原後，沿著吉野川往東直到進入吉野町，其中下市口車站為轄內利用人數最高的車站，同時「下市」也是該處吉野川對岸的下市町的地名，由於下市為進入奧吉野的入口，因此下市車站也成為進入奧吉野的轉乘點。
西日本旅客鐵道和歌山線有約100公尺的路段通過轄內西部的藥水地區，但並未設置車站。
轄內的客運路線主要由奈良交通和淀通巴士（よどりバス）所負責。

### 鐵路
- 近畿日本鐵道
  - 吉野線：（←御所市） - 藥水車站（日语：薬水駅） - 福神車站 - 大阿太車站 - 下市口車站 - 越部車站 - 六田車站 - （吉野町）

福神車站
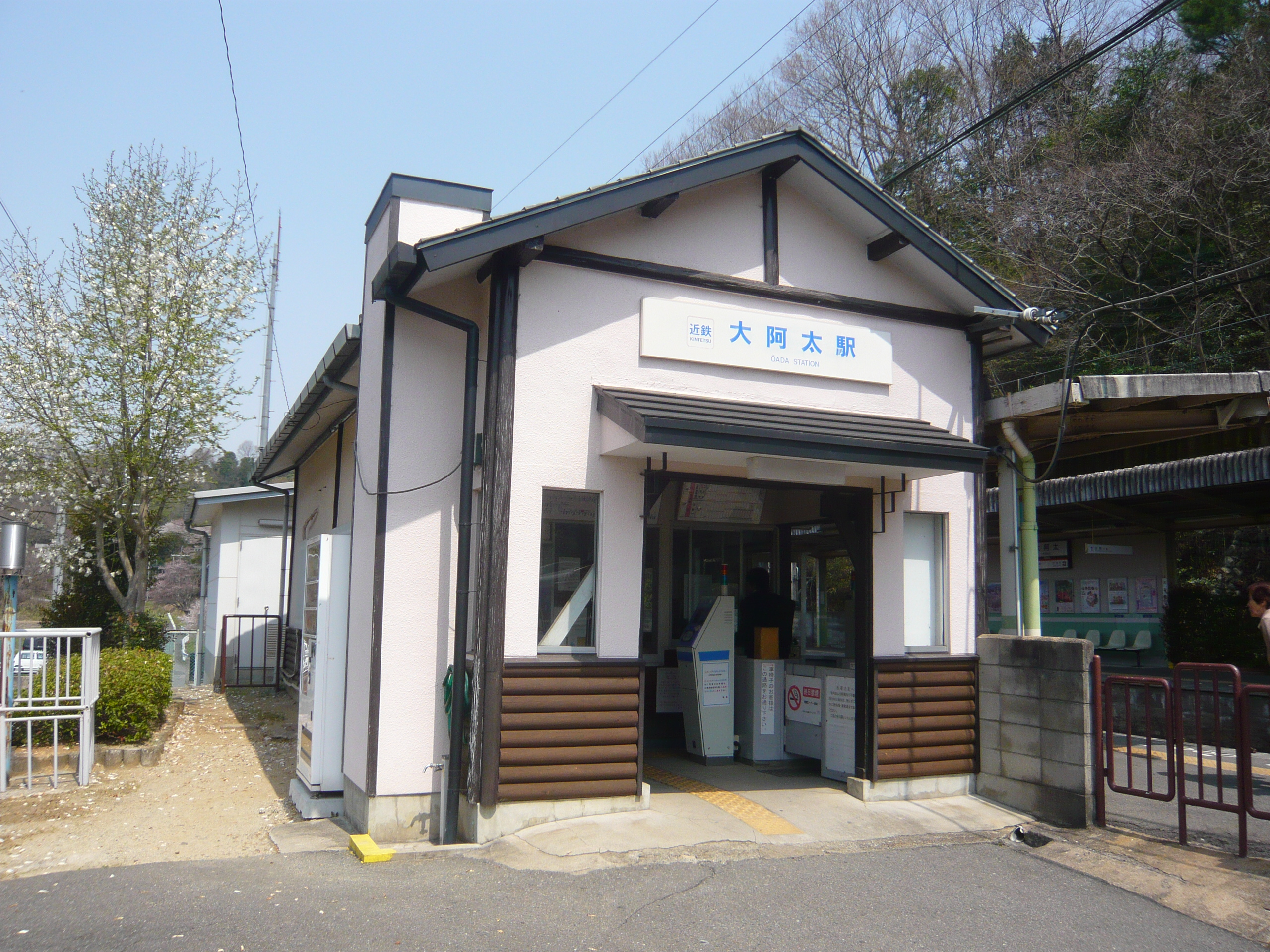
大阿太車站
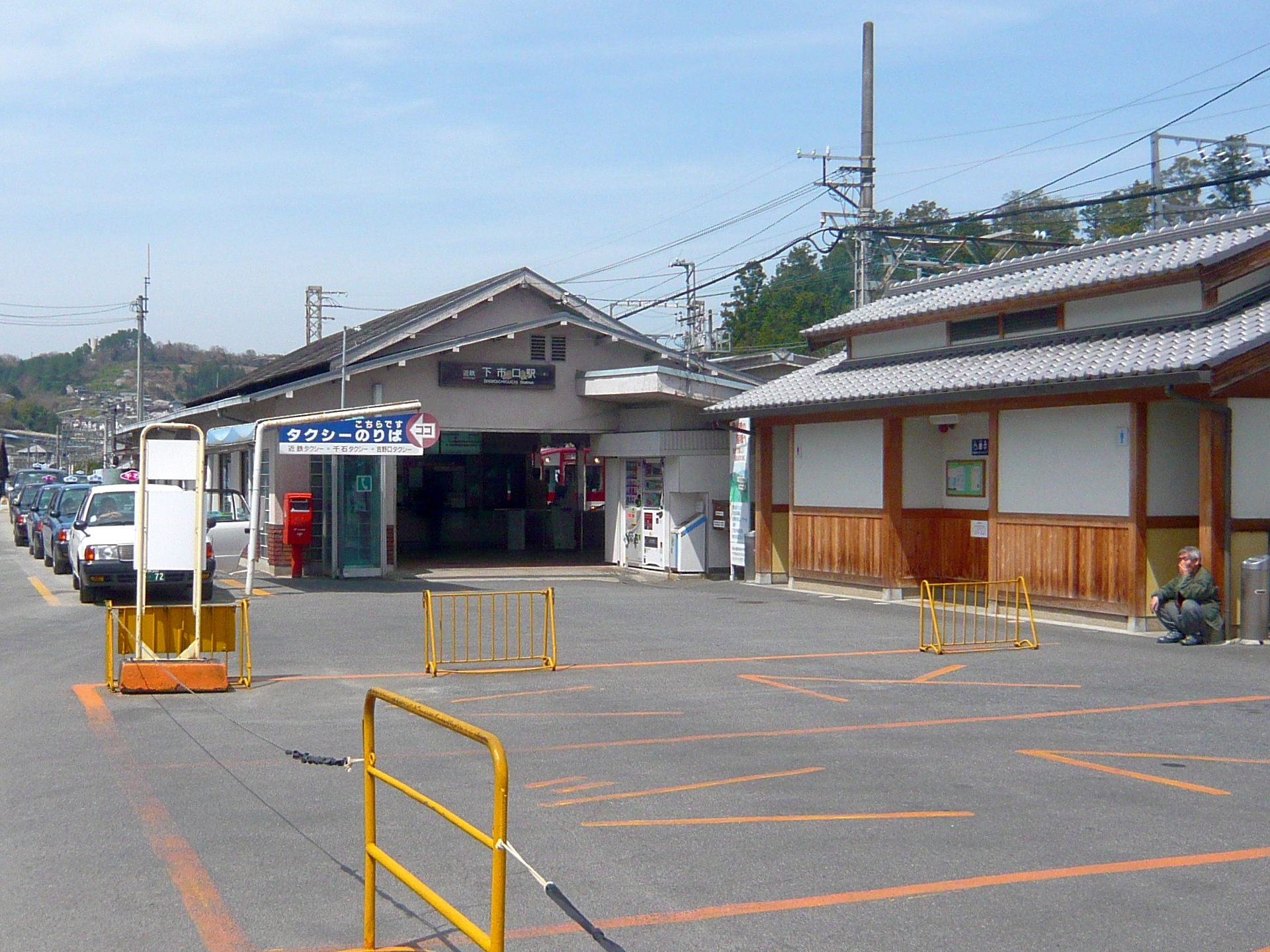
下市口車站
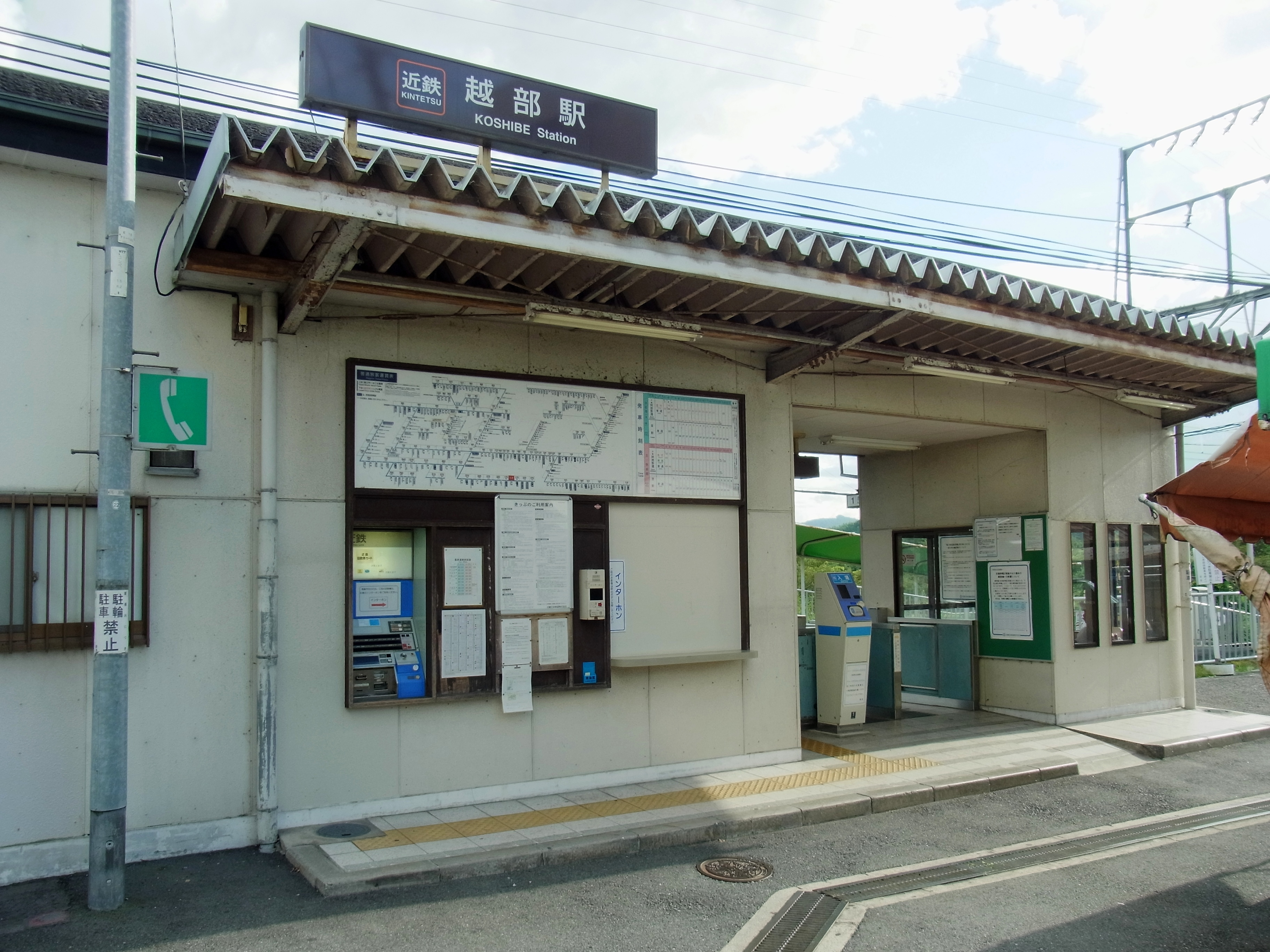
越部車站
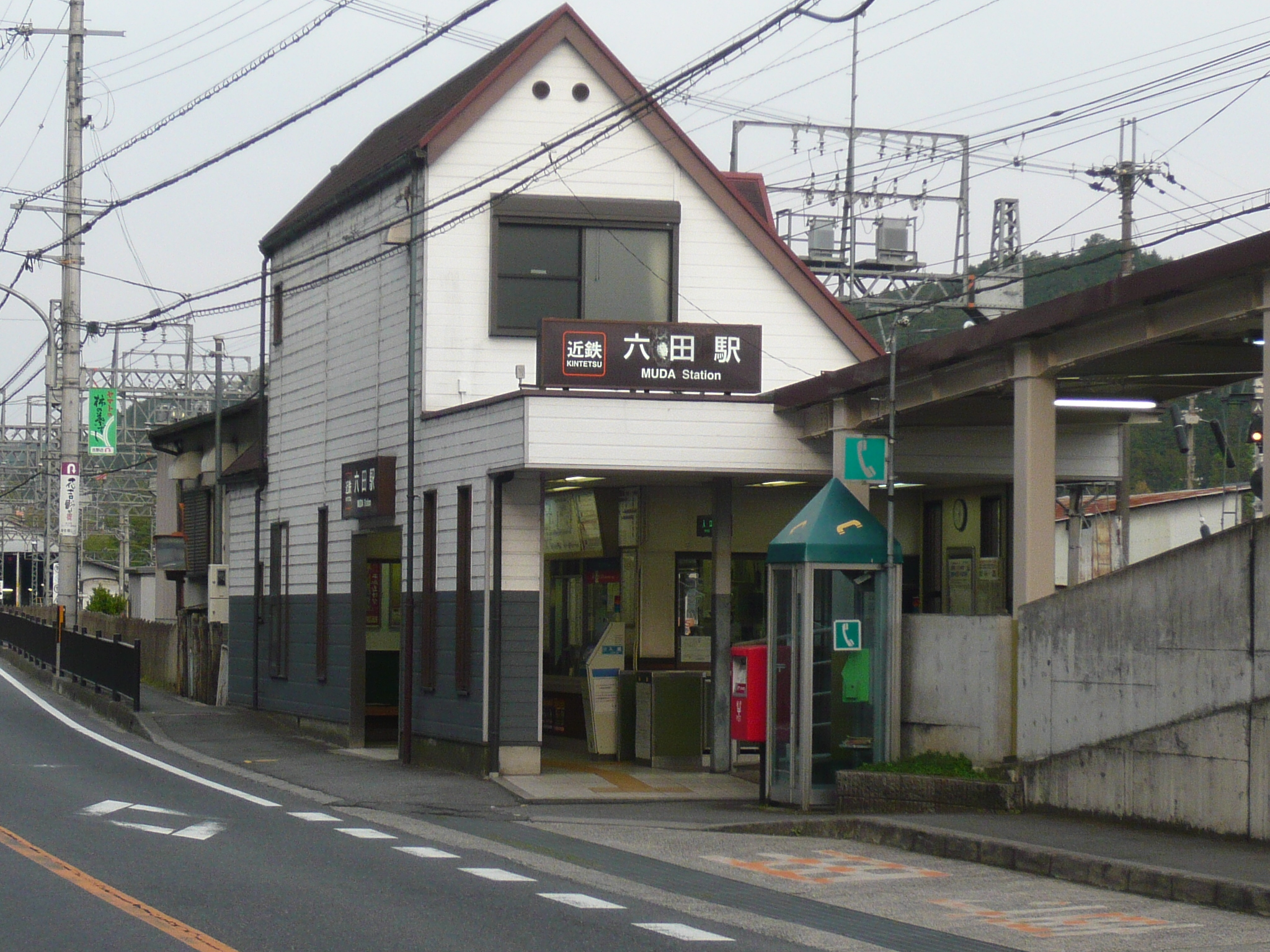
六田車站

## 外部連結
- （日語） 大淀町 淀醬的X（前Twitter）
- （日語） 淀醬日記（页面存档备份，存于）
- （日語） YouTube上的大淀町官方視訊頻道頻道
- （日語） YouTube上的淀醬官方視訊頻道頻道